# Thế vận hội Mùa hè 1944
Thế vận hội Mùa hè 1944, tên chính thức là Thế vận hội Mùa hè lần thứ XIII, là một sự kiện thể thao đa môn quốc tế dự kiến được tổ chức từ ngày 22 tháng 7 đến ngày 5 tháng 8 năm 1944 tại Luân Đôn, Anh, Vương quốc Liên hiệp Anh và Bắc Ireland. Tuy nhiên, Thế vận hội này đã bị hủy bỏ do Chiến tranh Thế giới thứ hai, cùng với Thế vận hội Mùa đông 1944 tại Cortina d'Ampezzo, Ý. Đây là lần thứ năm các kỳ Thế vận hội bị hủy bỏ do chiến tranh. Tuy vậy, các hoạt động kỷ niệm không chính thức vẫn diễn ra tại Thụy Sĩ, cũng như bởi các tù binh chiến tranh người Ba Lan bị giam giữ tại vùng Ba Lan do Đức chiếm đóng.
Cuối cùng, Thế vận hội đã được tổ chức tại Luân Đôn vào năm 1948, và thành phố này cũng tiếp tục đăng cai Thế vận hội Mùa hè 2012.

## Lịch sử
Luân Đôn đã giành quyền đăng cai ngay từ vòng bỏ phiếu đầu tiên trong cuộc bầu chọn của Ủy ban Olympic Quốc tế (IOC) vào tháng 6 năm 1939, vượt qua các thành phố: Rome, Detroit, Lausanne, Athens, Budapest, Helsinki và Montreal. Cuộc chọn lựa được diễn ra trong Kỳ họp thứ 38 của IOC tại Luân Đôn năm 1939.
Do Chiến tranh Thế giới thứ hai, khi đó đã bước sang năm thứ tư và gây thiệt hại nặng nề cho Luân Đôn, nên Thế vận hội bị hủy bỏ. Dù vậy, IOC vẫn tổ chức một loạt sự kiện kỷ niệm 50 năm thành lập tại trụ sở ở Lausanne, Thụy Sĩ, từ ngày 17 đến 19 tháng 6 năm 1944. Sự kiện này được Carl Diem — người khởi xướng truyền thống rước đuốc Olympic hiện đại — gọi là “Lễ kỷ niệm Kim khánh của IOC”.
Các tù binh người Ba Lan trong trại tù binh Oflag II-C tại Woldenberg (nay là Dobiegniew, Ba Lan) đã được quân Đức cho phép tổ chức Thế vận hội tù binh không chính thức từ ngày 23 tháng 7 đến 13 tháng 8 năm 1944. Lá cờ Olympic trong sự kiện này được làm từ ga trải giường và khăn quàng nhiều màu. Sự kiện này được xem là biểu tượng tinh thần Olympic vượt lên trên chiến tranh.

## Kết quả bầu chọn
| Thành phố | Quốc gia       | Vòng 1 |
| --------- | -------------- | ------ |
| Luân Đôn  | Vương quốc Anh | 20     |
| Rome      | Ý              | 11     |
| Detroit   | Hoa Kỳ         | 2      |
| Lausanne  | Thụy Sĩ        | 1      |
| Athens    | Hy Lạp         | 0      |
| Budapest  | Hungary        | 0      |
| Helsinki  | Phần Lan       | 0      |
| Montreal  | Canada         | 0      |